# Simulium aestivum
Simulium aestivum es una especie de insecto del género Simulium, familia Simuliidae, orden Diptera.
Fue descrita científicamente por Davies, Peterson & Wood en 1962.